# Georgetown, Idaho
Georgetown är en ort i Bear Lake County i delstaten Idaho, USA.